# (a,b)-strom
(a,b)-strom je stromová datová struktura.

## Definice
Nechť a, b jsou přirozená čísla, 2 ≤ a ≤ (b+1)/2. Strom je (a,b)-strom, když platí:
- Kořen má nejméně dva potomky a nejvýše b potomků, není-li listem.
- Všechny vnitřní vrcholy kromě kořene mají alespoň a a nejvýše b potomků.
- Všechny listy jsou na stejné úrovni, tzn. všechny cesty z kořene do libovolného listu mají stejnou délku.

## Význam
Třída (a,b)-stromů má jen teoretický význam. V praxi se využívá podmnožina (a,b)-stromů, B-stromy.